# Fukumi Shimura
Fukumi Shimura (jap. 志村 ふくみ Shimura Fukumi ) (ur. 30 września 1924 r. w Ōmihachiman) – japońska artystka zajmująca się tworzeniem i farbowaniem kimon. W 1990 została odznaczona tytułem Żywego Skarbu Narodowego, w 2014 roku przyznano jej Nagrodę Kioto w dziedzinie sztuki i filozofii, a w 2015 roku została odznaczona Orderem Kultury.

## Życiorys
Fukumi Shimura urodziła się 30 września 1924 roku w Ōmihachiman, w prefekturze Shiga. W 1942 roku ukończyła szkołę zawodową Bunka Gakuin. Zaczęła tkać kimona w 1955 roku, podążając tym samym śladem swojej matki, Toyo Ono. W tym samym roku uczestniczyła w ruchu artystycznym sztuki ludowej, instruowana przez jego twórcę, Muneyoshiego (Sōetsu) Yanagi. Po spotkaniu w 1957 roku z Tatsuakim Kurodą, artystą wykorzystującym w swojej twórczości lakę, uczestniczyła w wydarzeniu artystycznym zorganizowanym przez Japońskie Stowarzyszenie Sztuki Rzemiosła (Nihon Kōgeikai, zajmuje się ochroną i rozwojem dziedzictwa kulturowego, tradycyjnych japońskich rzemiosł, wspiera rzemieślników.
Swoją pierwszą indywidualną wystawę otworzyła w 1964 roku w Shiseido Gallery w Tokio. W 1985 roku, wspólnie z Kakō Moriguchi i Rikizō Munehiro zaprezentowała swoje prace na wystawie w Narodowym Muzeum Sztuki Współczesnej w Tokio.
W 1989 roku wspólnie z córką, Yōko Shimurą, otworzyła Tsuki Atelier, zaś w 2013 roku razem założyły szkołę Ars Shimura, nauczającą sztuki barwienia i tkania. Artystka miała też swoje wystawy w Narodowym Muzeum Sztuki Współczesnej w Kioto i w Muzeum Prefektury Okinawa.

## Nagrody i odznaczenia
- 1983: Nagroda Osaragi Jirō za książkę „Jeden kolor, jedno życie”[3][5]
- 1993: Nagroda Nihon Essayist Club Prize za książkę “Stories of Flowers”[3]
- 1986: Medal Honoru 褒章 (jap. hōshō) z Purpurową Wstęgą[3]
- 1990: Żywy Skarb Narodowy[3][2][1]
- 1993: Osoba Zasłużona Kulturze (文化功労者 (jap. bunka kōrōsha))[3]
- 2014: Nagroda Kioto w dziedzinie sztuki i filozofii[3][1]
- 2015: Order Kultury[6][1]

## Twórczość
W swojej twórczości Fukumi Shimura bazuje przede wszystkim na delikatnym i gęstym jedwabiu tsumugi, z którego wykonane tkaniny barwione są naturalnymi barwnikami. Technika ta pochodzi z Chin, jednak w Japonii przybrała swoją własną postać. Tkaniny ukazują szacunek do przyrody i dialog z nią, jednak natura w nich ukazywana zawsze ma elegancką i estetyczną postać. Proces barwienia zawiera elementy przypadkowości, przez co konkretnego rezultatu nie da się powtórzyć drugi raz.

### Ważne prace
- 1958, kimono „Jesienna Mgła”, jedwab tsumugi
- 1960, kimono „Festiwal Gwiazd”, jedwab tsumugi
- 1961, kimono „Mgła”, jedwab tsumugi
- 1973, kimono „Staw Iware, Nara”, jedwab tsumugi
- 1992, kimono „Świątynia”, jedwab tsumugi
- 1998, kimona na temat „Opowieści o Genjim”
- 2000, kimono „Furo”, jedwab tsumugi
- 2007, kimono „Okubiwa”, jedwab tsumugi
- 2007, kimono „Schody Radości”, jedwab tsumugi[3]